# Qualification Test Vehicle
Little Joe II QTV è stato il primo Qualification Test Vehicle del razzo Little Joe II. Questa missione fa parte del programma Apollo della NASA

## Obiettivi
Lo scopo della missione era provare il razzo Little Joe II come veicolo di prova del modulo di comando dell'Apollo e misurare la pressione e il calore sul razzo.

## Lancio
Little Joe II QTV è stato il primo volo con un razzo Little Joe II. Sul razzo erano stati caricati un finto sistema di fuga dal lancio (LES) e la lamiera del modulo di comando. Molti degli obiettivi sono stati raggiunti, l'unico fallito era dovuto ad un malfunzionamento nel sistema di distruzione del razzo.